# Fola (historietista)
Geoffrey Edward Foladori (Croydon, Inglaterra, 16 de agosto de 1908 - Montevideo, 3 de febrero de 1997) fue un dibujante uruguayo, pionero en la historieta de su país, que utilizaba el seudónimo "Fola" para firmar sus trabajos. Es conocido por sus personajes Pelopincho y Cachirula.